# Haplolabida cinnamomozona
Haplolabida cinnamomozona là một loài bướm đêm trong họ Geometridae.